# MNEK
Uzoechi Osisioma Emenike (Londres, 9 de novembro de 1994), mais conhecido pelo nome artístico de MNEK, é um cantor, compositor e produtor musical inglês. Ficou famoso e reconhecido por co-interpretar a canção intitulada "Never Forget You" (da artista principal Zara Larsson; lançada em 2015), faixa que alcançou a 13ª posição da Billboard Hot 100 dos Estados Unidos, ele também recebeu atenção da mídia internacional por trabalhar como produtor e compositor de artistas como Dua Lipa, Christina Aguilera e Madonna. Em 2018, fez parte do projeto Love Yourself: Tear da boyband BTS.
No final de 2013, foi indicado ao prêmio do Grammy Awards de 2014 (o mais importante da música mundial) na categoria de Melhor Gravação de Dance por seu trabalho colaborativo na música "Need U (100%)" de Duke Dumont com A*M*E.